# Аринна
Арина или Аринна (на хетски език: Arinna, букв. «източник») — свещен град на хетите и главен култов център на соларния култ към богинята, известна като dUTU URUArinna или от хетски «богинята на Слънцето Арина».
Арина се намира в близост до Хатуша, столицата на Хетското царство.